# Chanel Simmonds
Chanel Simmonds (* 10. August 1992 in Kempton Park) ist eine südafrikanische Tennisspielerin.

## Karriere
Simmonds begann mit neun Jahren und bevorzugt die Hartplätze. Sie spielt überwiegend Turniere der ITF Women’s World Tennis Tour, wo sie bislang 23 Einzel- und 29 Doppeltitel gewann.
Bei Grand-Slam-Turnieren ging sie mehrfach in der Qualifikation an den Start, ehe sie 2013 bei den US Open zum ersten Mal das Hauptfeld erreichte.
Im April 2010 trat sie in Jerewan gegen Luxemburg erstmals für Südafrika im Fed Cup an. Bei ihren bisher 49 Fed-Cup-Partien feierte sie 25 Siege.

## Turniersiege

### Einzel
| Nr. | Datum              | Turnier          | Kategorie   | Belag     | Finalgegnerin              | Ergebnis        |
| --- | ------------------ | ---------------- | ----------- | --------- | -------------------------- | --------------- |
| 1.  | 1. November 2009   | Pretoria         | ITF $10.000 | Hartplatz | Davinia Lobbinger          | 6:1, 6:0        |
| 2.  | 4. April 2010      | Kairo            | ITF $10.000 | Sand      | Tina Schiechtl             | 2:6, 6:3, 7:5   |
| 3.  | 23. Mai 2010       | Durban           | ITF $10.000 | Hartplatz | Poojashree Venkatesha      | 6:1, 6:4        |
| 4.  | 30. Mai 2010       | Durban           | ITF $10.000 | Hartplatz | Daniela Scivetti           | 6:1, 6:4        |
| 5.  | 8. August 2010     | São Paulo        | ITF $10.000 | Sand      | Roxane Vaisemberg          | 6:2, 3:6, 6:1   |
| 6.  | 5. Dezember 2010   | Ain Suchna       | ITF $10.000 | Sand      | Ana Jovanović              | 6:4, 6:75, 7:66 |
| 7.  | 22. Mai 2011       | Goyang           | ITF $25.000 | Hartplatz | Lee Ye-ra                  | 6:79, 6:1, 7:63 |
| 8.  | 29. Mai 2011       | Changwon         | ITF $25.000 | Hartplatz | Yurika Sema                | 6:2, 6:2        |
| 9.  | 4. Dezember 2011   | Rosario          | ITF $25.000 | Sand      | Julia Cohen                | 6:3, 6:4        |
| 10. | 16. September 2012 | Salisbury        | ITF $10.000 | Hartplatz | Zuzana Zlochová            | 6:3, 6:0        |
| 11. | 9. Dezember 2012   | Potchefstroom    | ITF $10.000 | Hartplatz | Keren Shlomo               | 6:1, 6:4        |
| 12. | 23. Februar 2014   | Buenos Aires     | ITF $10.000 | Sand      | Yuliya Kalabina            | 6:2, 6:2        |
| 13. | 15. Juni 2014      | Sun City         | ITF $10.000 | Hartplatz | Madrie Le Roux             | 6:2, 6:2        |
| 14. | 8. März 2015       | Port El-Kantaoui | ITF $10.000 | Hartplatz | Cristina Sánchez-Quintanar | 2:6, 7:60, 6:4  |
| 15. | 5. April 2015      | Bangkok          | ITF $15.000 | Hartplatz | Miyabi Inoue               | 7:64, 6:3       |
| 16. | 6. November 2016   | Stellenbosch     | ITF $10.000 | Hartplatz | Kaitlyn Christian          | 4:6, 6:3, 7:5   |
| 17. | 13. November 2016  | Stellenbosch     | ITF $10.000 | Hartplatz | Margarita Lasarewa         | 6:1, 6:3        |
| 18. | 26. November 2017  | Stellenbosch     | ITF $15.000 | Hartplatz | Naomi Totka                | 6:1, 6:0        |
| 19. | 10. Dezember 2017  | Stellenbosch     | ITF $15.000 | Hartplatz | Lou Adler                  | 4:6, 7:63, 6:2  |
| 20. | 21. April 2019     | Antalya          | ITF W15     | Sand      | Laura Schaeder             | 6:2, 6:1        |
| 21. | 19. Mai 2019       | Changwon         | ITF W25     | Hartplatz | Lee Ya-hsuan               | 6:3, 7:5        |
| 22. | 8. September 2019  | Sajur            | ITF W15     | Hartplatz | Lina Glushko               | 7:5, 6:0        |
| 23. | 29. September 2019 | Johannesburg     | ITF W15     | Hartplatz | Tina Nadine Smith          | 6:0, 6:1        |

### Doppel
| Nr. | Datum              | Turnier       | Kategorie   | Belag     | Partnerin                    | Finalgegnerinnen                        | Ergebnis          |
| --- | ------------------ | ------------- | ----------- | --------- | ---------------------------- | --------------------------------------- | ----------------- |
| 1.  | 11. Dezember 2010  | Ain Sukhna    | ITF $10.000 | Sand      | Sofija Kowalez               | Galina Fokina Marina Melnikowa          | 6:1, 6:2          |
| 2.  | 8. Oktober 2011    | Palembang     | ITF $25.000 | Hartplatz | Tamaryn Hendler              | Ayu Fani Damayanti Jessy Rompies        | 6:4, 6:2          |
| 3.  | 30. Oktober 2011   | Bayamón       | ITF $25.000 | Hartplatz | Ajla Tomljanović             | Victoria Duval Allie Kiick              | 6:3, 6:1          |
| 4.  | 3. März 2012       | Wellington    | ITF $25.000 | Hartplatz | Anna Fitzpatrick             | Han Sung-hee Yurina Koshino             | 6:3, 6:4          |
| 5.  | 19. Oktober 2012   | Lagos         | ITF $25.000 | Hartplatz | Conny Perrin                 | Nina Brattschikowa Margarita Lasarewa   | 6:1, 6:1          |
| 6.  | 26. Oktober 2012   | Lagos         | ITF $25.000 | Hartplatz | Conny Perrin                 | Lu Jia Xiang Lu Jiajing                 | 6:2, 3:6, [10:7]  |
| 7.  | 9. November 2012   | Asunción      | ITF $25.000 | Sand      | María Fernanda Álvarez Terán | Anamika Bhargava Sylvia Krywacz         | 4:6, 6:3, [10:5]  |
| 8.  | 1. Mai 2013        | Johannesburg  | ITF $50.000 | Hartplatz | Magda Linette                | Samantha Murray Jade Windley            | 6:1, 6:3          |
| 9.  | 5. April 2014      | Jackson       | ITF $25.000 | Sand      | Maša Zec Peškirič            | Erika Sema Yurika Sema                  | 6:75, 6:3, [10:5] |
| 10. | 12. April 2014     | Dakar         | ITF $15.000 | Hartplatz | Emily Webley-Smith           | Conny Perrin Jekaterina Jaschina        | 6:4, 7:5          |
| 11. | 30. Mai 2014       | Sun City      | ITF $10.000 | Hartplatz | Michelle Sammons             | Ilze Hattingh Madrie Le Roux            | 7:5, 6:3          |
| 12. | 13. Juni 2014      | Sun City      | ITF $10.000 | Hartplatz | Michelle Sammons             | Ilze Hattingh Madrie Le Roux            | 6:3, 6:3          |
| 13. | 23. August 2014    | Braunschweig  | ITF $15.000 | Sand      | Conny Perrin                 | Polina Leikina Isabella Schinikowa      | 6:3, 6:0          |
| 14. | 25. Januar 2015    | Antalya       | ITF $10.000 | Sand      | Melis Sezer                  | Ekaterine Gorgodze Sopia Kwazabaia      | 6:4, 4:6, [10:4]  |
| 15. | 2. April 2016      | León          | ITF $10.000 | Hartplatz | Renata Zarazúa               | Sabastiani Leon Nazari Urbina           | 6:0, 6:2          |
| 16. | 23. April 2016     | Iraklio       | ITF $10.000 | Hartplatz | Freya Christie               | Walerija Sawinych Aljona Sotnykowa      | 6:4, 6:0          |
| 17. | 6. August 2016     | Fort Worth    | ITF $25.000 | Hartplatz | Hsu Chieh-yu                 | Jacqueline Cako Danielle Lao            | 6:0, 6:4          |
| 18. | 6. November 2016   | Stellenbosch  | ITF $10.000 | Hartplatz | Kaitlyn Christian            | Valeria Bhunu Linea Malmqvist           | 6:0, 7:63         |
| 19. | 29. Januar 2017    | Wesley Chapel | ITF $25.000 | Sand      | Renata Zarazúa               | Elizabeth Halbauer Sofia Kenin          | 6:2, 7:65         |
| 20. | 26. November 2017  | Stellenbosch  | ITF $15.000 | Hartplatz | Mana Ayukawa                 | Alicia Barnett Nina Stadler             | 6:2, 6:2          |
| 21. | 2. Dezember 2017   | Stellenbosch  | ITF $15.000 | Hartplatz | Mana Ayukawa                 | Petra Januskova Madeleine Kobelt        | 7:63, 6:3         |
| 22. | 28. April 2018     | Wiesbaden     | ITF $25.000 | Sand      | Hélène Scholsen              | Cornelia Lister Sabrina Santamaria      | 6:3, 2:6, [10:8]  |
| 23. | 11. Mai 2018       | Rom           | ITF $25.000 | Sand      | Conny Perrin                 | Chen Pei-hsuan Wu Fang-hsien            | 6:70, 6:1, [10:7] |
| 24. | 18. Mai 2019       | Changwon      | ITF W25     | Hartplatz | Hsu Chieh-yu                 | Choi Ji-hee Lee Ya-hsuan                | 6:3, 6:4          |
| 25. | 26. Mai 2019       | Goyang        | ITF W25     | Hartplatz | Hsu Chieh-yu                 | Kim Na-ri Lee So-ra                     | 6:1, 6:3          |
| 26. | 27. Juli 2019      | Evansville    | ITF W25     | Hartplatz | Hsu Chieh-yu                 | Haruna Arakawa Pamela Montez            | 6:2, 6:0          |
| 27. | 7. September 2019  | Sajur         | ITF W15     | Hartplatz | Alicia Barnett               | Amandine Cazeaux Noelly Longi Nsimba    | 6:4, 6:4          |
| 28. | 28. September 2019 | Johannesburg  | ITF W15     | Hartplatz | Caroline Romeo               | Adesuwa Osabuohien Tamara Barad Itzhaki | 6:1, 6:3          |
| 29. | 5. Oktober 2019    | Pretoria      | ITF W15     | Hartplatz | Caroline Romeo               | Merel Hoedt Zeel Desai                  | ohne Spiel        |